# Paralentia annamita
Paralentia annamita är en ringmaskart som först beskrevs av Fauvel 1934.  Paralentia annamita ingår i släktet Paralentia och familjen Polynoidae. Inga underarter finns listade i Catalogue of Life.